# Maison Malartre
Pour les articles homonymes, voir Malartre.
La maison Malartre est une maison située en France sur la commune de Dunières, dans la région Auvergne-Rhône-Alpes.

## Localisation
La maison est située dans le département français de la Haute-Loire, sur la commune de Dunières, dans l'ancienne région administrative d'Auvergne.

## Historique
Cette résidence représente typiquement la maison d'un industriel patronal, la famille Malartre ayant joué un rôle crucial dans le développement du moulinage de la soie au XIXe siècle. La structure, de forme rectangulaire et s'alignant avec l'architecture locale, se distingue néanmoins par des aménagements intérieurs exceptionnels pour la région.

## Protection
La maison est inscrite au titre des monuments historiques par arrêté du 18 novembre 2002.